# Riva (banda)
Riva va ser una banda de pop de Iugoslàvia, concretament de Zadar a la República Socialista de Croàcia, amb molt d'èxit afinals dels anys 1980.

## Història
El grup va debutar en el Zagrebfest de 1988. El 1989 van representar a Iugoslàvia en el Festival d'Eurovisió d'aquest any, amb la cançó Rock Me, obtenint el primer lloc, amb 137 punts. Segons l'historiador John Kennedy O'Connor en el llibre The Eurovision Song Contest – The Official History, va ser una victòria molt inesperada. Terry Wogan (el comentarista de la BBC) va considerar aquesta victòria com "la mort del festival".
El 1990, el grup llança el seu segon disc, Srce laneta i va actuar en nombrosos espectacles i programes de televisió, amb l'objectiu de promocionar el seu disc per Alemanya, Àustria, Suïssa, Suècia, Bèlgica, entre d'altres països. La cançó Rock Me va ser la que li va donar fama internacional al grup, fins i tot al Japó, on la cançó va romandre llarg temps a les llistes d'èxits.
Per diverses causes com les Guerres Iugoslaves, el grup va anar començant a disminuir les seves gires per l'exterior, i finalment, es van separar en 1991.

## Integrants
- Emilija Kokić (veu)
- Dalibor Musap (teclat, veu)
- Nenad Nakić (baix, veu)
- Zvonimir Zrilić (guitarra, veu)
- Boško Colić (bateria)